# إيفال يانوش
إيفال يانوش (بالبولندية: Ewald Janusz)‏ هو راكب الكنو بولندي، ولد في 13 ديسمبر 1940، وتوفي في 9 يونيو 2017.

## وصلات خارجية
- إيفال يانوش على موقع أوليمبيديا (الإنجليزية)
- إيفال يانوش على موقع اللجنة الأولمبية البولندية (مؤرشف) (البولندية)